# Édouard Knecht
Pour les articles homonymes, voir Knecht.
Édouard Knecht, né en 1789 à Aix-la-Chapelle (Saint-Empire romain germanique) et mort en 1870 à L'Isle-Adam (France), est considéré comme un des principaux introducteurs de la lithographie en France.

## Biographie
Neveu d’Aloys Senefelder, inventeur du procédé à Munich en 1796, Knecht s’installe à Paris en 1818 rue de Lille et met en fonctionnement sa première presse.
Il ouvre le 19 juin 1819 l’imprimerie Senefelder et Cie. dont il devient gestionnaire puis propriétaire. Elle prend alors le nom d’imprimerie Knecht-Senefelder.
Il s’installe à L’Isle-Adam en 1827 dans le bâtiment de l’actuel musée d’art et d’histoire et meurt dans la ville en 1870. Il y est enterré.